# Comité Européen de Normalisation
Comité Européen de Normalisation (CEN) är en av de tre europeiska standardiseringsorganisationerna; de andra är CENELEC och ETSI. Den ger ut europeiska standarder med beteckningen EN, ett nummer och ett årtal, till exempel EN 14: 1994 som är standard för sängfiltar, utgiven 1994. De europeiska standarder som gäller i Sverige får beteckningen SS-EN, till exempel SS-EN 14.
CEN finansieras huvudsakligen av medlemmarna och av Europeiska kommissionen.
CEN-standarder kallas ofta för EU-standarder. CEN är dock inget EU-organ, utan en självständig organisation, liksom SIS Swedish Standards Institute i Sverige. CEN kan på uppdrag av Europeiska kommissionen eller Eftasekretariatet utarbeta standarder som innehåller de detaljerade specifikationerna för ett mer allmänt hållet direktiv. Produkter som uppfyller en sådan standards krav får förses med CE-märkning.
Sveriges medlemsorganisation i CEN är Svenska institutet för standarder, SIS.

## Standardiseringsorganisationerna i följande länder är medlemmar
- Belgien
- Cypern
- Danmark
- Estland
- Finland
- Frankrike
- Grekland
- Island
- Irland
- Italien
- Kroatien
- Lettland
- Litauen
- Luxemburg
- Malta
- Nederländerna
- Norge
- Polen
- Portugal
- Slovakien
- Slovenien
- Spanien
- Sverige
- Schweiz
- Storbritannien
- Tjeckien
- Tyskland
- Ungern
- Österrike

## Standardiseringsorganisationerna i följande länder är filialer
- Albanien
- Bulgarien
- Nordmakedonien
- Rumänien
- Turkiet

## Följande organisationer inom följande områden är associerade medlemmar
- Byggnadsindustri: European Construction Industry Federation (FIEC)
- Fackföreningar: European Trade Union Technical Bureau for Health and Safety (TUTB)
- Kemiindustri: European Chemical Industry Council (CEFIC)
- Konsumenter: European Association for the co-ordination of consumer representation in standardisation (ANEC)
- Maskinverktyg: European Committee for Co-operation of the Machine Tool Industries (CECIMO)
- Medicinsk teknik: European Medical Technology Industry Association (EUCOMED)
- Miljö: European Environmental Citizens Organisation for Standardisation (ECOS)
- Små och medelstora företag: European Office of Craft/Trades and Small and Medium-sized Enterprises for Standardisation (NORMAPME)